# Gare de Villeurbanne
La gare de Villeurbanne est une ancienne gare ferroviaire française de la ligne de Lyon-Part-Dieu à Montalieu-Vercieu située sur le territoire de la commune de Villeurbanne dans la métropole de Lyon en région Auvergne-Rhône-Alpes.
Elle est désaffectée après l'abandon du trafic voyageurs. Depuis décembre 2006, elle trouve un nouvel usage en servant de station de tramway sur la ligne T3 du tramway de Lyon. Elle est ainsi reliée au quartier de la Part-Dieu et aux communes de l'est lyonnais : Vaulx-en-Velin, Décines-Charpieu et Meyzieu.

## Histoire

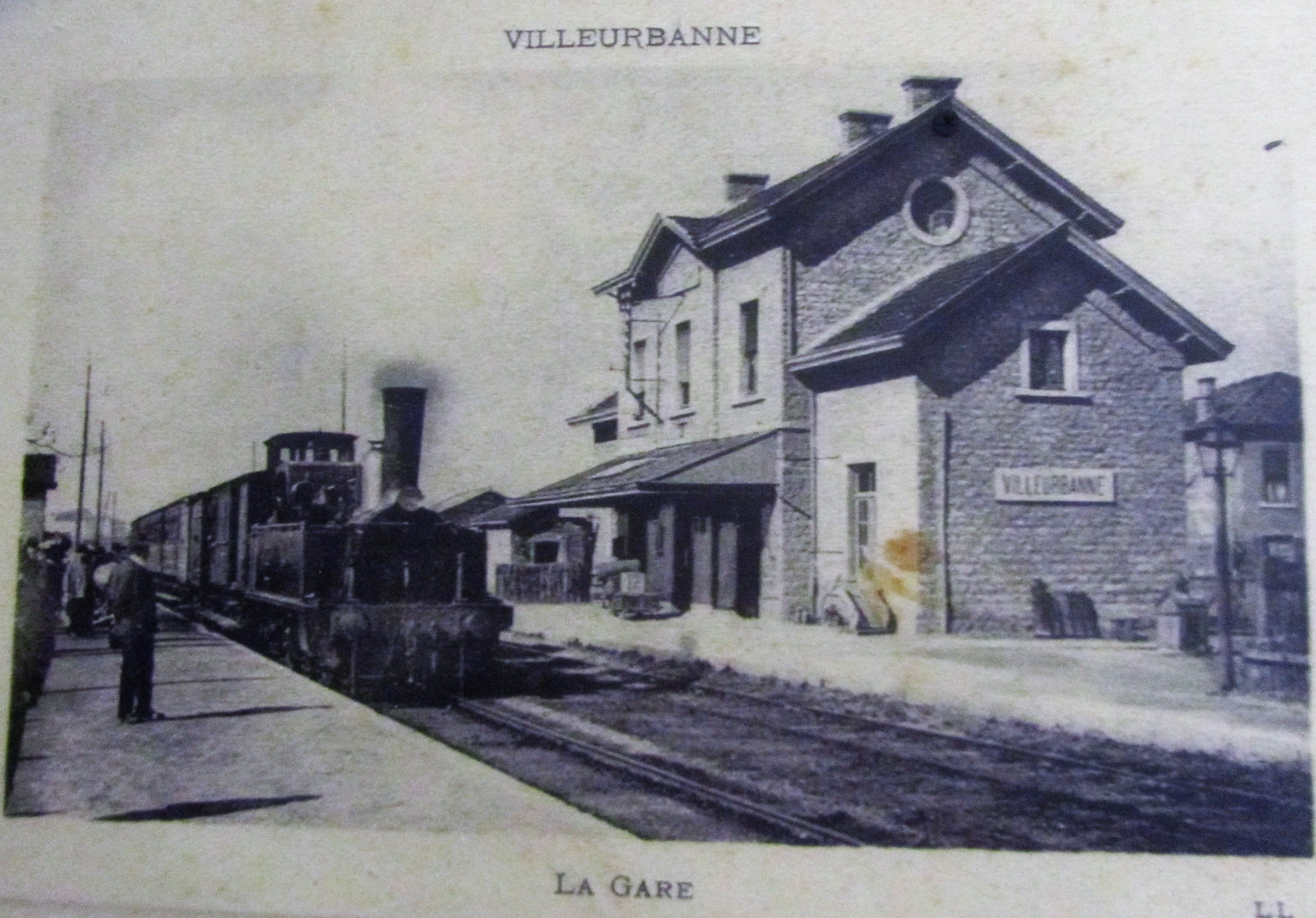
La gare au début du XXe siècle.

La ligne du Chemin de fer de l'Est de Lyon a été inaugurée en 1881 après le projet de relier Chambéry à Lyon. Le ministre de l'époque suggère d'arrêter la ligne à Aoste en Isère. Une société belge apporte le matériel ferroviaire et le plan des gares. La gare est victime de la concurrence du transport routier et le service voyageurs cesse section après section entre 1935 et 1939. Il reprend toutefois entre 1939 et 1947. Les marchandises désertent la ligne en 1942 et le trafic est limité à Montalieu en 1960. La concession de la ligne expire en 1977[réf. nécessaire]. Une nouvelle société reprend les commandes de la ligne mais pour peu de temps à cause de difficultés administratives et de la concurrence du transport routier. Le département de l'Isère décide de supprimer la ligne. La gare sert alors de point de vente SNCF pendant de nombreuses années. Elle est de nouveau desservie à partir du 5 décembre 2006 par la ligne T3 du tramway de Lyon qui réutilise l'emprise ferroviaire. Depuis le 9 août 2010, y passent, sans desserte, les rames du Rhônexpress.

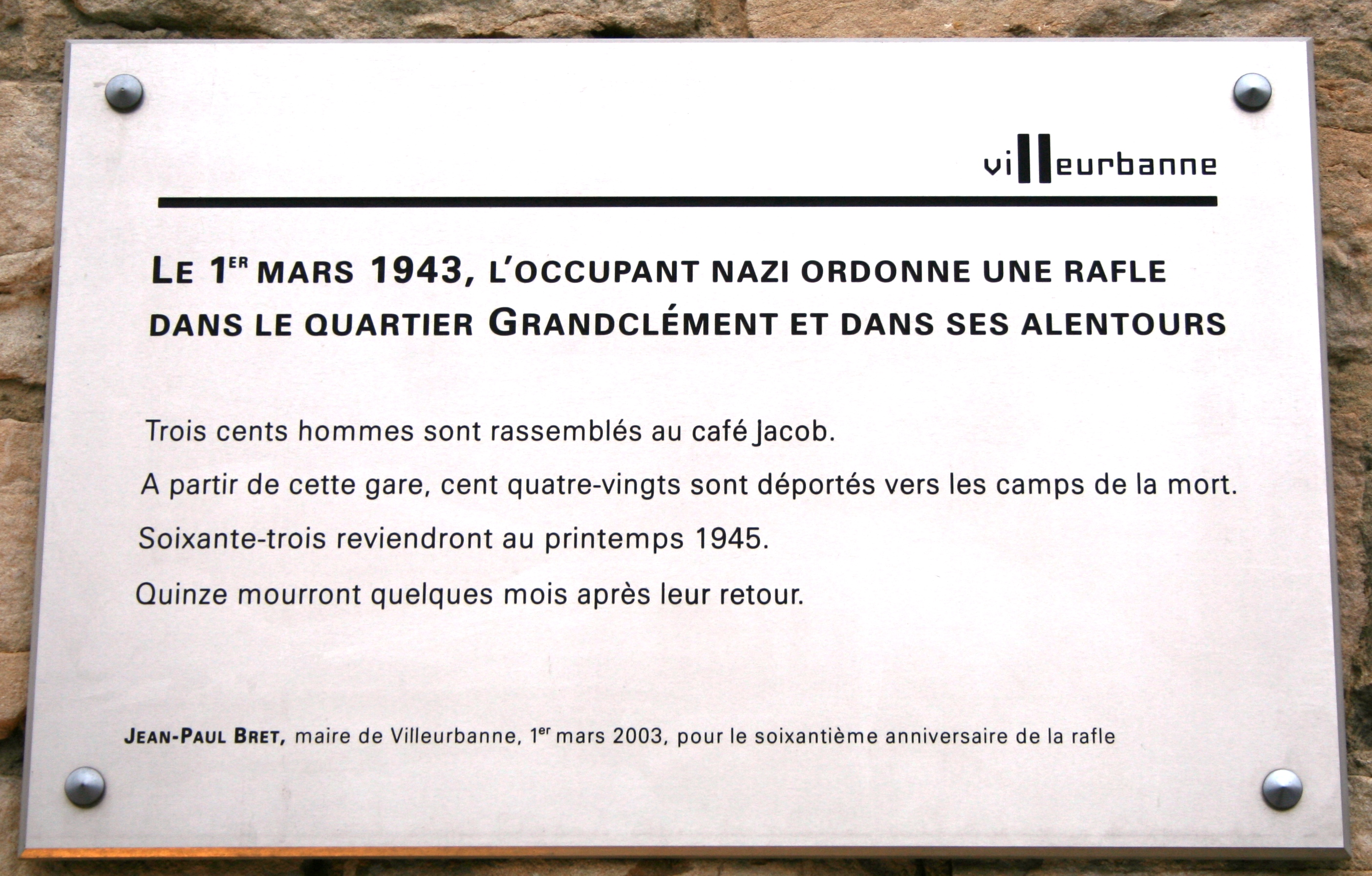
Plaque commémorative sur la gare de Villeurbanne.

Une stèle rappelle au passant que le transport de déportés vers les camps de la mort a utilisé cette gare.

## Situation ferroviaire
Cette gare est située au point kilométrique 2,740 de l'ancienne ligne de Lyon-Part-Dieu à Montalieu-Vercieu.
Son altitude est de 182 mètres.

## La gare
La gare, entièrement rénovée, devient un point de vente de la SNCF (boutique) qui occupe l'ancienne gare jusqu'en 2014.

## Service des voyageurs

### Desserte
Au nord de la gare de Villeurbanne se trouve le quartier Grandclément, et au sud se trouve la Place-Ronde, centre économique et commercial du quartier Montchat (Lyon 3e). Si Grandclément est déjà bien desservi avec les lignes de trolleybus C3 et C11 ainsi que par la ligne de bus C26, T3 est le seul transport en commun performant reliant Montchat au centre de Lyon.

### Intermodalité

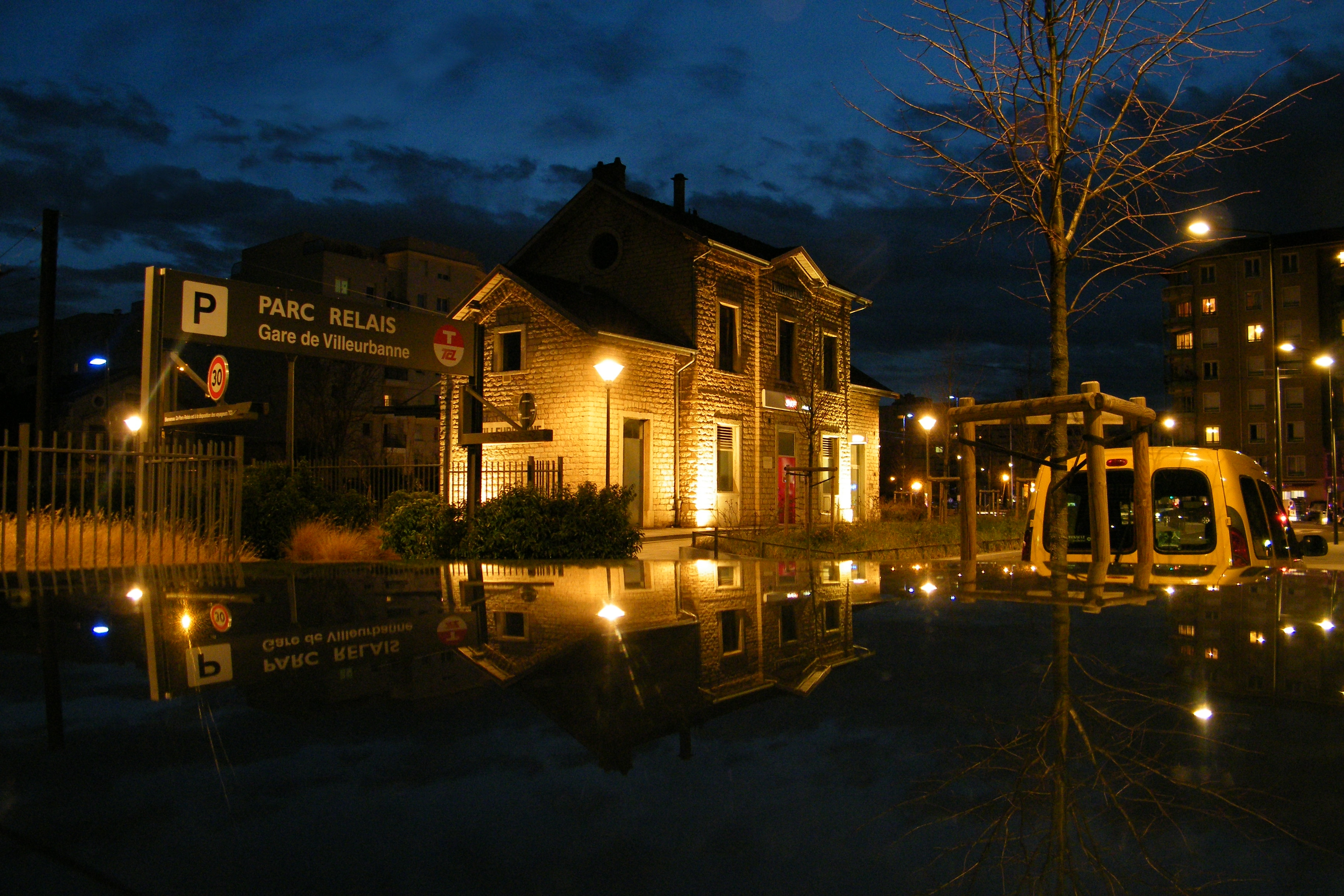
Vue de la gare, et de l'entrée du parc relais qui existait alors.

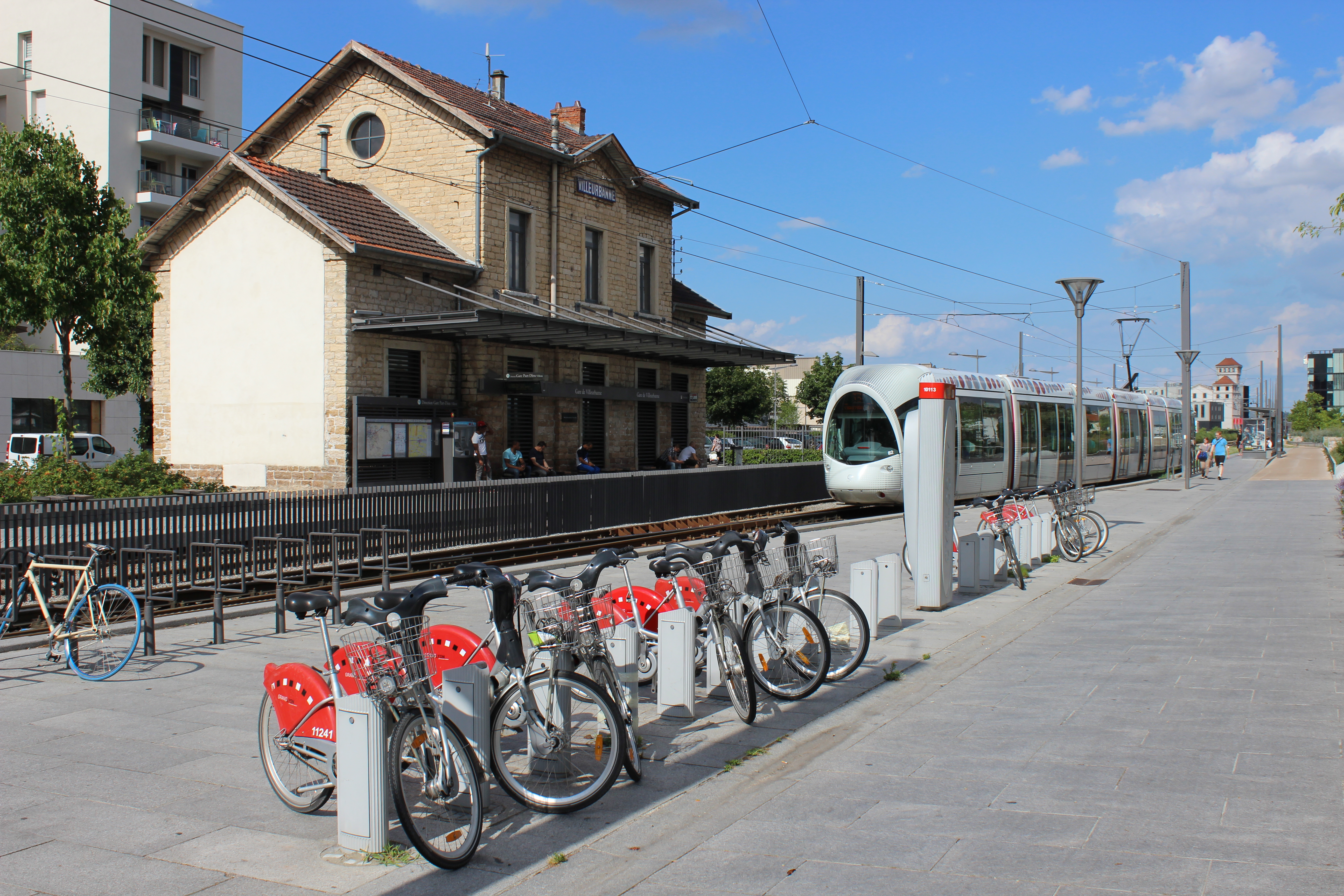
La gare, un tramway et la station Vélo'v.

La station Vélo'v no 10113 est implantée à proximité.
De 2006 à 2016, un parc relais TCL offrant 77 places de stationnement pour voitures était implanté à côté de la station du tramway T3. Ouvert en 2006 pour accompagner l'ouverture de la ligne de tramway T3, ce parc relais a été fermé le 14 septembre 2016, il était alors peu fréquenté (30% de taux d'occupation en moyenne selon le SYTRAL) et son emplacement devait être réutilisé par le marché de Grandclément déplacé en raison des travaux d'aménagement d'un site propre sur une portion de la ligne de trolleybus C3.

### Correspondances
- Bus :
  -   : direction Cité Internationale ou Grange Blanche
  -   : direction Bellecour (À proximité à Montchat Place Ronde)

## Promenade de la Gare
Un parc de 6 500 m2 a été aménagé devant la gare, à la place d'une ancienne friche ferroviaire qui longeait la ligne de chemin de fer. Les paysagistes lyonnais Itinéraire Bis, chargés de la maîtrise d'œuvre du projet, ont pris le parti de dépolluer les sols de la friche grâce aux plantes (Phytoremédiation). Ils ont été aidés dans la conception et la réalisation du projet par CSD Azur pour la dépollution des sols, et dUCKS scéno pour la scénographie du jardin.
La Promenade de la Gare a été inauguré le 20 novembre 2013, en présence de Jean-Paul Bret, maire de Villeurbanne.